# East Randolph
East Randolph statisztikai település az USA New York államában, Cattaraugus megyében. Lakosainak száma 571 fő (2020. április 1.).

## Népesség
A település népességének változása:

| 2010 | 620 |
| 2020 | 571 |